# Acoustiques
Albums de Les Rita Mitsouko
Système D
(1993) Cool Frénésie
(2000)
Acoustiques est un album live des Rita Mitsouko, enregistré en public à l'Opus Café en octobre 1996. Il comporte deux collaborations : l'une avec Doc Gynéco (Riche) et l'autre avec Princess Erika (elle chante la chanson Ailleurs, extraite de Marc et Robert, avec Catherine Ringer). Ce même concert a fait l'objet d'une diffusion sur la chaîne M6 dans le cadre d'un programme intitulé "Concert Privé" (auquel ont aussi participé France Gall et Jean-Louis Aubert, chaque émission ayant donné lieu à la parution d'un album live). Il n'existe à ce jour aucune vidéo officielle de ce concert. 

## Liste des titres
| No  | Titre                          | Durée |
| --- | ------------------------------ | ----- |
| 1.  | Nuit d'ivresse                 | 3:30  |
| 2.  | Andy                           | 6:13  |
| 3.  | Stupid Anyway                  | 4:33  |
| 4.  | Marcia Baïla                   | 6:10  |
| 5.  | Ailleurs (avec Princess Erika) | 3:59  |
| 6.  | Les Histoires d'A.             | 3:59  |
| 7.  | Les Consonnes                  | 5:04  |
| 8.  | Les Amants                     | 5:32  |
| 9.  | Riche (avec Doc Gynéco)        | 4:39  |
| 10. | Y'a d'la haine                 | 4:41  |
| 11. | Chères petites                 | 5:04  |
| 12. | La Taille du bambou            | 4:02  |
| 13. | C'est comme ça                 | 5:27  |